# Srilankamys ohiensis
Srilankamys ohiensis є видом пацюків зі Шрі-Ланки.

## Середовище проживання
Цей вид є ендеміком для центрального високогір'я Шрі-Ланки, де він відомий з кількох фрагментованих місць на рівнинах Хортон у Центральній провінції, провінції Сабарагамува та провінції Ува на висотах від 915 до 2310 метрів над рівнем моря. Зустрічається в низинних і гірських вічнозелених лісах. Кажуть, що воно обмежується непорушеними тропічними лісами. У лісі Синхараджа цей вид був зафіксований у відновленому лісі після припинення вирубки. Цей вид є нічним і рийним. Цей вид має в основному плодоїдний раціон. Doona trapezifolia, Timonius jambosella, Elaeocarpus glandulifer, Syzygium rubicundum, Clidemia hirta — його улюблені харчові рослини.

## Загрози й охорона
Втрата та деградація середовища проживання через розширення сільського господарства, вирубки, лісові пожежі на рівнинах Хортон, очищення підліску в хребті Наклз та хижацтво домашніх м’ясоїдних тварин є основними загрозами для цього виду. Цей вид був ідентифікований як загиблий через дорожній рух у національному парку Хортон-Плейнс. Вид не охороняється жодним законодавством. Однак відомо, що його можна знайти в кількох заповідниках, включаючи національний парк Хортон-Плейнс, лісовий заповідник Наклз-Рейндж у Центральній провінції; Лісовий заповідник Делвала, лісовий заповідник Каннелія та лісовий заповідник Синхараджа в провінції Сабарагамува.